# Richard Francœur
Richard Francœur, de son vrai nom Albert-Raoul Richard, est un acteur français né le 3 mars 1894 à Paris (4e arr.) et mort le 26 janvier 1971 à Paris (19e arr.).
Il a tourné dans une trentaine de films entre 1939 et 1963, de La Règle du jeu à Un drôle de paroissien. Surtout connu pour sa voix, il a réalisé de nombreux doublages.

## Théâtre
- 1922 : Le Vertige de Charles Méré, mise en scène André Brulé, théâtre de Paris
- 1925 : Le Monde renversé de Régis Gignoux, théâtre du Grand-Guignol
- 1929 : Le Beau Métier d'Henri Clerc, théâtre de l'Odéon
- 1942 : N'écoutez pas, mesdames ! de Sacha Guitry, mise en scène de l'auteur, Théâtre de la Madeleine
- 1946 : Un souvenir d'Italie de et mise en scène Louis Ducreux, théâtre de l'Œuvre
- 1948 : La Ligne de chance d'Albert Husson, mise en scène Michèle Verly, Théâtre Gramont
- 1951 : Le Congrès de Clermont-Ferrand de Marcel Franck, mise en scène Christian Gérard, théâtre de la Potinière
- 1952 : Many d'Alfred Adam, mise en scène Pierre Dux, théâtre Gramont
- 1955 : Quatuor de Noël Coward, adaptation Paul Géraldy, mise en scène Pierre Dux, théâtre des Capucines
- 1955 : TTX de Cécil Saint-Laurent et Pierre de Meuse, mise en scène Alice Cocéa, théâtre des Arts
- 1956 : Les Trois Messieurs de Bois-Guillaume de Louis Verneuil, mise en scène Christian-Gérard, théâtre des Célestins
- 1957 : Ne faites pas l'enfant de Roger Féral, mise en scène Michel de Ré, théâtre de l'Ambigu

## Filmographie

### Cinéma
- 1939 : La Règle du jeu de Jean Renoir : La Bruyère
- 1941 : Croisières sidérales d'André Zwobada : Charles
- 1941 : Le Mariage de Chiffon de Claude Autant-Lara : Léon
- 1942 : Le Bienfaiteur d'Henri Decoin
- 1942 : L'Inévitable Monsieur Dubois de Pierre Billon : Verdier
- 1942 : Madame et le Mort de Louis Daquin : le commissaire
- 1943 : Le Mistral de Jacques Houssin : le vicaire
- 1943 : Donne-moi tes yeux de Sacha Guitry : le visiteur
- 1943 : Douce de Claude Autant-Lara : Julien
- 1943 : Premier de cordée de Louis Daquin
- 1943 : Sorcellerie et Radiesthésie de Paul de Roubaix - court métrage
- 1944 : La Cage aux rossignols de Jean Dréville : Monsieur de Mézières
- 1944 : Les Caves du Majestic de Richard Pottier
- 1944 : Mademoiselle X de Pierre Billon
- 1945 : Farandole de André Zwobada
- 1945 : Paméla, de Pierre de Hérain : le commissaire
- 1945 : L'Insaisissable Frédéric de Richard Pottier
- 1946 : La Cabane aux souvenirs de Jean Stelli : Bréhat
- 1946 : Le Diable au corps de Claude Autant-Lara : un maître d'hôtel
- 1946 : Macadam de Marcel Blistène : un maître d'hôtel
- 1946 : L'assassin était trop familier de Raymond Leboursier - moyen métrage
- 1946 : Les Deux Amis de Dimitri Kirsanoff - court métrage
- 1947 : Les Frères Bouquinquant de Louis Daquin
- 1949 : Monseigneur de Roger Richebé : le maître d'hôtel
- 1949 : Occupe-toi d'Amélie de Claude Autant-Lara : un spectateur
- 1953 : Alerte au Sud de Jean Devaivre : le commissaire
- 1953 : Capitaine Pantoufle de Guy Lefranc : M. Lamberjeton
- 1955 : Paris Canaille de Pierre Gaspard-Huit : l'adjoint d'Antoine
- 1956 : La mariée est trop belle de Pierre Gaspard-Huit
- 1958 : Le Dos au mur d'Édouard Molinaro : un invité
- 1958 : Le Joueur de Claude Autant-Lara
- 1961 : Gigot, le clochard de Belleville de Gene Kelly : le boulanger
- 1963 : Un drôle de paroissien de Jean-Pierre Mocky

### Télévision
- 1956 : Eugénie Grandet de Maurice Cazeneuve : l'abbé Cruchot
- 1956 : En votre âme et conscience, épisode L'Affaire de Vaucroze de Jean Prat
- 1968 : Au théâtre ce soir : Le Congrès de Clermont-Ferrand de Marcel Franck, mise en scène Christian-Gérard, réalisation Pierre Sabbagh, théâtre Marigny
- 1969 : La caméra explore le temps, épisode « Le procès de Marie-Antoinette »

## Doublage

### Cinéma

#### Films
- Gary Cooper dans
  - Une aventure de Buffalo Bill (1936) : Wild Bill Hickok
  - Désir (1936) : Tom Bradley
  - L'Extravagant Mr. Deeds (1936) : Longfellow Deeds (1er doublage)
  - La Huitième Femme de Barbe-Bleue (1938) : Michel Brandon
  - La Glorieuse Aventure (1939) : Dr Bill Canavan
  - Les Tuniques écarlates (1940) : Dusty Rivers
  - Boule de feu (1941) : Pr Bertram Potts
  - Pour qui sonne le glas (1943) : Robert Jordan (1er doublage)
  - L'Odyssée du docteur Wassell (1944) : Dr Corydon M.
  - Les Conquérants d'un nouveau monde (1947) : le capitaine Christopher Holden
- Herbert Marshall dans
  - Correspondant 17 (1940) : Stephen Fisher
  - La Vipère (1941) :  Horace Giddens
  - Duel au soleil (1946) : Scott Chavez
  - Le Crime de Madame Lexton (1947) : Miles Rushworth
  - La Flibustière des Antilles (1951) : Dr Jameson
  - Le Seigneur de l'aventure (1955) : Lord Leicester
  - La Mouche noire : (1958) : l'nspecteur Charas
- Clark Gable dans :
  - Les Révoltés du Bounty (1935) : Christian Fletcher
  - La Fièvre du pétrole (1940) : Big John McMasters
  - Marchands d'illusions (1947) : Victor Albee Norman
- Albert Dekker dans :
  - In Old California (1942) : Britt Dawson
  - Les Tueurs (1946) : Jim Colfax, dit « Big Jim »
  - En quatrième vitesse (1955) : Dr G.E. Soberin
- Cedric Hardwicke dans : 
  - Le Renard du désert (1951) : Dr Karl Strolin
  - Les Dix commandements (1956) : Sethi
  - Cinq Semaines en ballon (1962) : Fergusson
- George Sanders dans
  - Ambre (1947) : le roi Charles II
  - L'Aventure de madame Muir (1947) : Miles Fairley
- Paul Douglas dans :
  - Chaînes conjugales (1949) : Porter Hollingsway
  - Panique dans la rue (1950) : le capitaine Tom Warren
- Eduard Franz dans :
  - La Dernière Charge (1949) : l'émir de Bel-Rashad
  - Hatari ! (1962) : Dr Sanderson
- Fred Clark dans
  - Boulevard du crépuscule (1950) : Sheldrake
  - Une place au soleil (1951) : Bellows
- Stephen Chase dans :
  - Le Choc des mondes (1951) : Dr George Frye
  - Espionne de mon cœur (1951) : Donald Bailey
- Robert Morley dans :
  - L'Odyssée de l'African Queen (1951) : Samuel Sayer
  - Davey des grands chemins (1969) : le Duc d'Argyll
- Dayton Lummis dans :
  - Comment épouser un millionnaire (1953) : Justice of the Peace
  - Jules César (1953) : Messala
- Morris Ankrum dans :
  - La Taverne des révoltés (1953) : Bram Creegan
  - Les Amours d'Omar Khayyam (1957) : Imam Nowaffak
- Annibale Ninchi dans :
  - La dolce vita (1960 : le père de Marcello
  - Les Lanciers noirs (1961) : le prince Nikiev
- 1935 : Capitaine Blood : Lord Willoughby (Henry Stephenson)[2]
- 1936 : San Francisco : [Qui ?]
- 1939 : Quasimodo : Gringoire (Edmond O'Brien)
- 1939 : Pacific Express : Jeff « Bucko » Butler (Joel McCrea)
- 1939 : La Vie privée d'Élisabeth d'Angleterre : Sir Walter Raleigh (Vincent Price)
- 1940 : Le Juif Süss : Joseph Süss Oppenheimer (Ferdinand Marian)
- 1941 : Un cœur pris au piège : Ambrose Murgatroyd (William Demarest)
- 1942 : Les Mille et Une Nuits : Ahmad (Billy Gilbert)
- 1944 : Jeux dangereux : Joseph Tura (Jack Benny)
- 1944 : Buffalo Bill : Senateur Frederici (Moroni Olsen)
- 1945 : Le Roman de Mildred Pierce : Bert Pierce (Bruce Bennett)
- 1945 : La Chanson du souvenir : professeur Joseph Elsner (Paul Muni)
- 1946 : Les Enchaînés : Dr Anderson (Reinhold Schünzel)
- 1947 : Le Fils de Geronimo : le capitaine Vaughant (Richard Rober)
- 1947 : Feux croisés : Samuels (Sam Levene)
- 1947 : Meurtre en musique : Nick Charles (William Powell)
- 1947 : Chasse tragique : un contremaître (Folco Lulli)
- 1948 : Le Chevalier mystérieux : [Qui ?]
- 1949 : Noblesse oblige : Lord Steward (Hugh Griffith)
- 1950 : L'Aigle du désert : Prince Murad (George Macready)
- 1950 : Terre damnée : Bill Newton (Bob Kortman)
- 1950 : C'étaient des hommes : le père d'Ellen (Howard St. John)
- 1951 : Le Voleur de Tanger : [Qui ?]
- 1951 : Le Jour où la Terre s’arrêta : Elmer Davis
- 1951 : La Bagarre de Santa Fe : le colonel Cyrus K. Holliday (Paul Stanton)
- 1951 : La Ville d'argent : Spence Fuller (Howard Negley)
- 1951 : Le Voyage fantastique : Dennis Scott (Jack Hawkins)
- 1951 : Les Diables de Guadalcanal :  le lieutenant-commandant docteur Joe Curran (William Harrigan)
- 1951 : Histoire de détective : le lieutenant Monaghan (Horace MacMahon)
- 1952 : Viva Zapata ! : le nouveau général (Nestor Paiva)
- 1952 : L'Affaire Cicéron : le général Joseph Kaltenbrunner (Alfred Zeisler)
- 1952 : Les Indomptables : Al Dawson (Frank Faylen)
- 1952 : L'Heure de la vengeance : le gouverneur John Burnett (Sydney Mason)
- 1952 : Les Bagnards de Botany Bay : le capitaine en second Spencer (Noel Drayton)
- 1953 : Le Vagabond des mers : le capitaine Mendoza (Charles Goldner)
- 1953 : La Légende de l'épée magique : [Qui ?]
- 1953 : Théodora, impératrice de Byzance : le magistrat (Mario Siletti)
- 1953 : Le Serpent du Nil : Brutus  (Robert Griffin)
- 1953 : Vacances romaines : Hennessy (Hartley Power)
- 1953 : Double Filature : un invité à la réception (Alphonse Martell)
- 1954 : La Vallée des Rois : [Qui ?]
- 1954 : Attila, fléau de Dieu : Dominicus (Aldo Pini)
- 1954 : Le Beau Brummel : sir Geoffrey Baker (Charles Carson)
- 1954 : Les Gladiateurs : Cassius Chaerea (Charles Evans)
- 1954 : Je suis un aventurier : le docteur Vallon (Eugene Borden)
- 1954 : Ulysse : Mentor (Ferruccio Stagni)
- 1954 : La Tour des ambitieux : Josiah Walter Dudley (Paul Douglas)
- 1954 : Sabrina : Mr Tyson (Francis X. Bushman)
- 1954 : Les Aventures de Hadji :  le chaouch Mandane (Kurt Katch)
- 1954 : La Piste des éléphants : le planteur John Ralph (Philip Tonge)
- 1954 : Le Secret magnifique : [Qui ?]
- 1954 : Le Roi des îles : Herr Friedlander (Harvey Adams)
- 1954 : Les Rebelles : (Martin Garralaga)
- 1954 : Vingt mille lieues sous les mers : le professeur Pierre Aronnax (Paul Lukas)
- 1954 : Le Triomphe de Buffalo Bill : Pemberton (Stuart Randall)
- 1955 : Une fille de la province : Philip Cook (Anthony Ross)
- 1955 : Tout ce que le ciel permet : George Warren (Alex Gerry)
- 1955 : Le Fils prodigue : le gouverneur (Cecil Kellaway)
- 1955 : La Maison des otages : Dan C. Hilliard (Fredric March)
- 1955 : Un homme est passé : le premier chef de train (Harry Harvey)
- 1955 : Dossier secret : un policier à Munich (Gert Fröbe)
- 1955 : L'Homme qui n'a pas d'étoile : Mark Toliver, le fermier (Paul Birch)
- 1955 : Les Contrebandiers de Moonfleet : Felix Ratsey  (Melville Cooper)
- 1955 : Les Îles de l'enfer : l'ivrogne du casino (Ralph Dumke)
- 1955 : Un pitre au pensionnat : le voyageur costaud dans la gare (Paul Newlan)
- 1955 : Mélodie interrompue : l'homme édenté (David Leonard)
- 1955 : Sissi : [Qui ?]
- 1955 : Heidi et Pierre : Herr Sesemann (Willy Birgel)
- 1955 : Valse royale : le roi Max II de Bavière (Hans Fitz)
- 1956 : Le Tour du monde en quatre-vingts jours : Gauthier Ralph (Robert Morley)
- 1956 : L'Homme qui en savait trop : le Premier ministre étranger (Alexis Bobrinskoy)
- 1956 : Bandido caballero : le général Brucero (Alfonso Sanchez Tello)
- 1956 : Géant : [Qui ?]
- 1956 : Coup de fouet en retour : (Roy Roberts)
- 1956 : La Loi du Seigneur : frère Griffith (Russell Simpson)
- 1956 : L'Homme de San Carlos : M. Chandler (Jack Mather)
- 1956 : L'Attaque du Fort Douglas : un colon blessé soigné par Agatha[Qui ?]
- 1956 : La Vie passionnée de Vincent van Gogh : le révérend Striker (Wilton Graff)
- 1956 : Guerre et Paix : un général [Qui ?]
- 1957 : L'Homme aux mille visages : [Qui ?]
- 1957 : Le Rock du bagne : le professeur August Van Alden (Grandon Rhodes)
- 1957 : Les Frénétiques : [Qui ?]
- 1957 : Jicop le proscrit : Dr Fisher (Harry Shannon)
- 1957 : Car sauvage est le vent : Alfredo (Joseph Calleia)
- 1957 : L'Esclave libre : Aaron Star (William Forrest)
- 1957 : Le Scandale Costello : Dr Stein (Andrew Cruickshank)
- 1957 : Demain ce seront des hommes : le major George Avery Sr. (Larry Gates)
- 1958 : Le Cauchemar de Dracula : Dr Seward (Charles Lloyd Pack)
- 1958 : Le Salaire de la violence : Purcell Avery (Edward Platt)
- 1958 : Le Bal des maudits : [Qui ?]
- 1958 : Les Bateliers de la Volga : [Qui ?]
- 1958 : Les Nuits de Lucrèce Borgia : [Qui ?]
- 1959 : Carthage en flammes : [Qui ?]
- 1959 : La Grande Guerre : [Qui ?]
- 1959 : Le Chevalier du château maudit : (Amedeo Trilli)
- 1959 : Les Derniers Jours de Pompéi : le chef des chrétiens (Carlo Tamberlani)
- 1959 : Salammbô : Hanon (Charles Fawcett)
- 1959 : La Bataille de Marathon : le sénateur (Franco Fantasia)
- 1959 : Caravane vers le soleil : Fernando Christophe (Fortunio Bonanova)
- 1959 : Les 39 Marches : l'inspecteur Kennedy (Duncan Lamont)
- 1959 : Un matin comme les autres : Frank, le reporter (Frank Gerstle)
- 1959 : Au risque de se perdre : l’archevêque (Ludovice Bonhomme)
- 1959 : Hercule et la Reine de Lydie : un homme de Thèbes [Qui ?]
- 1960 : Toryok la furie des barbares : [Qui ?]
- 1960 : Le Bel Antonio : [Qui ?]
- 1960 : Les Nuits de Raspoutine : le député (Michele Malaspina)
- 1960 : Un brin d'escroquerie : Jason Parrish (MacDonald Parke)
- 1960 : Spartacus : [Qui ?]
- 1960 : Elmer Gantry le charlatan : [Qui ?]
- 1961 : La Bataille des Thermopyles : [Qui ?]
- 1961 : Le Visage du plaisir : [Qui ?]
- 1961 : Il était trois flibustiers : le comte de Lorna (Carlo Ninchi)
- 1961 : Un, deux, trois : Peripetchikoff (Leon Askin)
- 1961 : Ulysse contre Hercule : roi d’Icarno (Tino Bianchi)
- 1961 : Marco Polo : le père de Mariella[Qui ?]
- 1961 : Sous le ciel bleu de Hawaï : le général Anthony (George DeNormand)
- 1961 : Les Révoltées de l'Albatros : [Qui ?]
- 1961 : Ville sans pitié : Karl Steinhof (Hans Nielsen)
- 1962 : Le Jour le plus long : [Qui ?]
- 1962 : Jack le tueur de géants : le chancelier (Tudor Owen)
- 1963 : La Taverne de l'Irlandais : [Qui ?]
- 1963 : Les 55 Jours de Pékin : le ministre allemand (Felix Dafauce)
- 1963 : Le Guépard : [Qui ?]
- 1963 : Persée l'invincible : le conseiller de Céphée (José Cepúlveda)
- 1963 : La Souris sur la Lune : Benter (Roddy McMillan)
- 1964 : La Fureur des gladiateurs : (Antonio Corevi)
- 1964 : Goliath à la conquête de Bagdad : [Qui ?]
- 1964 : Hercule contre les mercenaires : le préfet des mariages (John Mc Douglas)
- 1964 : Le Signe de Zorro : [Qui ?]
- 1964 : Ne m'envoyez pas de fleurs : Dr Ralph Morrissey (Edward Andrews)
- 1964 : Mary Poppins : oncle Albert (Ed Wynn)
- 1964 : Hercule contre les Fils du soleil : le prêtre de Maytha (Antonio Acqua (en))
- 1964 : Maciste et les Filles de la vallée : Manata le Sage (Nando Tamberlani)
- 1964 : Au revoir, Charlie : Wellington, le majordome (Antony Eustrel)
- 1965 :  Lord Jim : [Qui ?]
- 1965 : Le Cimetière des morts-vivants : Oscar Stinner (Edward Bell)
- 1965 : Furie sur le Nouveau-Mexique : Blacksmith Joe (William Bendix)
- 1965 : Cyclone à la Jamaïque : le juge du tribunal (Gordon Richardson)
- 1965 : Comment tuer votre femme : le responsable du club (Lauren Gilbert)
- 1966 : Khartoum : Bordeini Bey (Alec Mango)
- 1966 : Quatre Bassets pour un danois : Mel Chadwick (Parley Baer)
- 1966 : La Grande Combine : [Qui ?]
- 1966 : Arrivederci baby : le prêtre (Henri Vidon)
- 1966 : Johnny Yuma : Thomas Felton (Anthony La Penna)
- 1967 : Dans la chaleur de la nuit :  H.E. Henderson (Kermit Murdock)
- 1967 : Fort Bastion ne répond plus : Columbus Smith (Broderick Crawford)
- 1967 : La Mort était au rendez-vous : le shérif de Holly Spring[Qui ?]
- 1967 : Trois fantômes à la plage : Fess Dorple (Jesse White)
- 1969 : Les Colts des sept mercenaires : Quintero (Fernando Rey)
- 1970 : Traître sur commande : [Qui ?]

#### Animation
- 1937 :  Blanche-Neige et les Sept Nains de Perce Pearce, Wilfred Jackson et Larry Morey :  Prof (2e doublage, 1962)
- 1969 : Aladin et la Lampe merveilleuse de Jean Image :  le Sultan